# Stazione di Kamimizo
La stazione di Kamimizo (上溝駅?, Kamimizo-eki) è una stazione ferroviaria situata nel quartiere di Chūō-ku della città di Sagamihara, nella prefettura di Kanagawa, in Giappone, e serve la linea Sagami della JR East.

## Linee
JR East
■ Linea Sagami

## Struttura
La stazione è dotata di un solo binario, su viadotto, con un marciapiede laterale. La stazione è dotata di biglietteria, tornelli automatici, servizi igienici e un kombini.
| 1 | ■ Linea Sagami | per Hashimoto e Hachiōji (linea Yokohama) |  |
| 1 | ■ Linea Sagami | per Ebina, Atsugi e Chigasaki             |  |

## Stazioni adiacenti
| «            | Servizio     | »                |
| Linea Sagami | Linea Sagami | Linea Sagami     |
| ------------ | ------------ | ---------------- |
| Banda        | Locale       | Minami-Hashimoto |